# Hugues de Poitiers
Pour les articles homonymes, voir Hugues d'Anzy.
Hugues de Poitiers (en latin Hugo Pictavinus) est un moine de l'abbaye de Vézelay ayant vécu au XIIe siècle, chroniqueur et auteur d'une histoire de cet établissement entre 1140 et 1167.

## Éléments biographiques et œuvre
On ne connaît rien de lui en dehors de son nom, qui indique son origine, et de son texte. Celui-ci a été conservé dans un manuscrit unique aujourd'hui à Auxerre (Ms. Auxerre 227), fortement mutilé depuis le XVIe siècle au moins, avec des feuillets manquants en plusieurs endroits.
Au XVIIe siècle, des fragments en ont été d'abord publiés par André Duchesne, puis l'ensemble par Luc d'Achery dans son Spicilège,.
Le titre latin est Historia Vizeliacensis monasterii, et la composition a eu lieu entre 1156 et 1168 : d'abord à la demande de l'abbé Ponce de Montboissier († 1161), qui était le frère de Pierre le Vénérable ; ensuite sous l'abbé Guillaume de Mello, dont Hugues de Poitiers fut le secrétaire.
Luc d'Achery a divisé l'ensemble en quatre livres : le premier est un recueil de chartes servant de pièces justificatives au récit qui suit, qui couvre donc les livres II, III et IV. Le but de l'ouvrage est d'établir les droits de l'abbaye de Vézelay, et sa dépendance immédiate envers le Saint-Siège. Le livre II traite des démêlés que l'abbé Ponce eut avec deux évêques d'Autun successifs, Humbert de Baugé et Henri de Bourgogne (ce dernier frère du duc Eudes II), et les interventions des papes Innocent II et Eugène III. Le livre III, introduit par dix distiques, porte sur les contestations de l'abbé Ponce avec les comtes de Nevers et d'Auxerre, Guillaume II et Guillaume III, et les habitants de Vézelay, et notamment l'arbitrage qui fut confié à Bernard de Clairvaux et Hugues du Til pendant l'assemblée de prêche de la deuxième croisade tenue à Vézelay en mars 1146. Le livre IV parle de l'élection de l'abbé Guillaume de Mello contestée à la fois par le comte Guillaume IV et par l'abbaye de Cluny, de la fuite de l'abbé et des moines auprès du roi Louis VII et des conférences qui se tinrent pour régler la querelle ; la fin est consacrée à la découverte à Vézelay en 1167 d'un groupe d'hérétiques appelés Télonaires ou Poplicains, dont sept furent brûlés vifs.
On attribue aussi à Hugues de Poitiers une brève chronique des comtes de Nevers, depuis la constitution du comté à l'époque carolingienne jusqu'à l'avènement du comte Guillaume II en 1097 (Origo et historia brevis Nivernensium comitum). Mais cette attribution n'est qu'une conjecture de Philippe Labbe, éditeur de ce texte, qui l'a trouvé anonyme. Auguste Molinier suppose aussi qu'un Chronicon Vizeliacense allant du début de l'ère chrétienne jusqu'en 1324, conservé dans un manuscrit d'Auxerre, serait en partie (jusqu'en 1168) d'Hugues de Poitiers.